# Najd (Gaza)

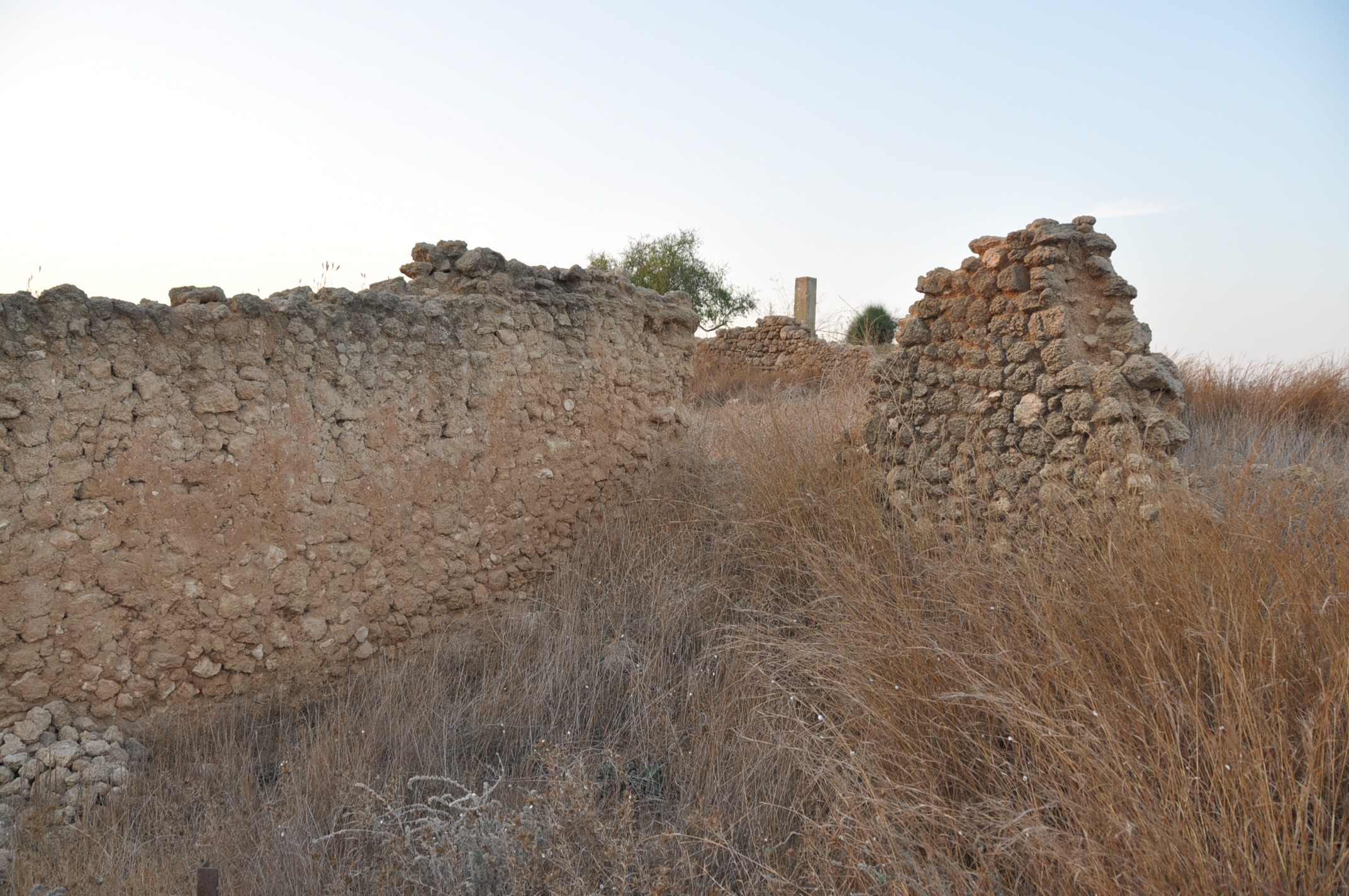
Ruinas de Najd en 2010.

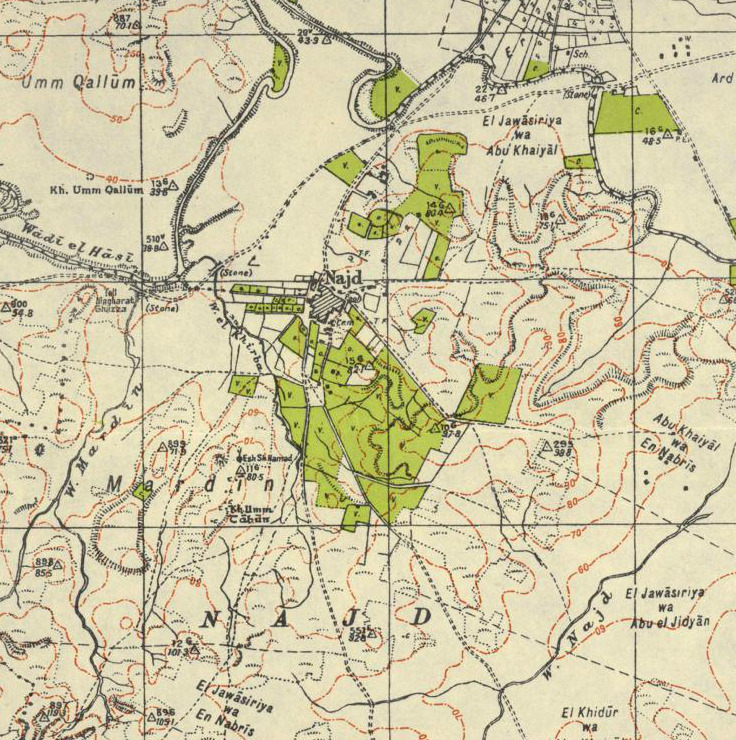
Mapa de Najd y sus alrededores en 1940, procedente de la Oficina Topográfico de Palestina Survey of Palestine.

El mukhtar de Najd en 1939.

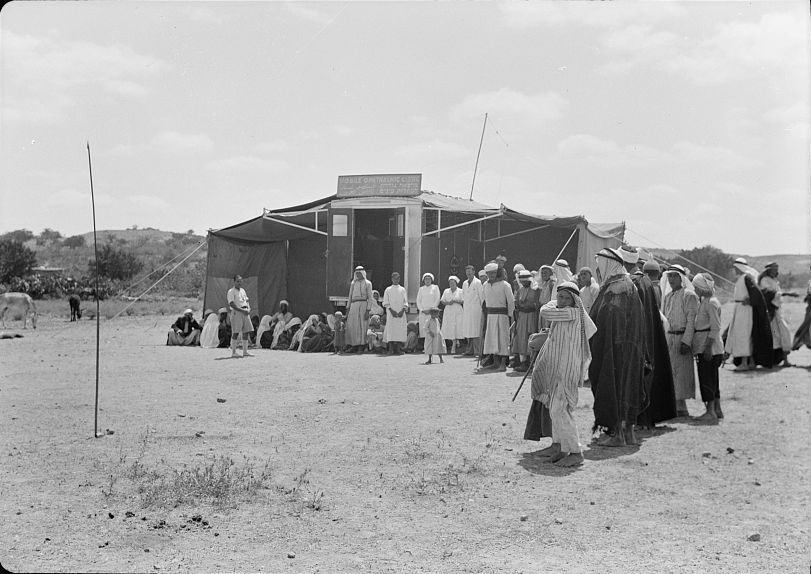
Clínica oftalmológica móvil del Departamento de Salud Clínica oftalmológica a las afueras del pueblo de Najd, al noreste de Gaza.

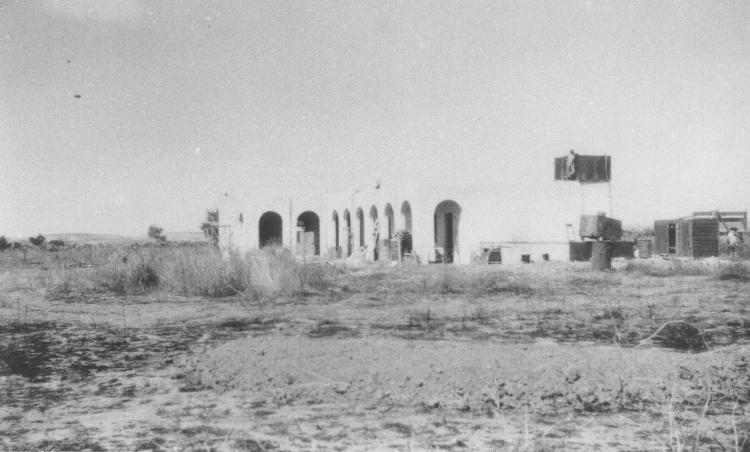
Edificio de la escuela de Najd utilizado como comedor por la brigada israelí Yiftah en 1949.

Najd (en árabe: نجد‎) fue un pueblo árabe palestino situado a 14 km al noreste de la ciudad de Gaza, en el antiguo subdistrito de Gaza. Durante el Mandato británico de Palestina, los niños de Najd asistían a la escuela en el cercano pueblo de Simsim, a dos kilómetros al noreste. Según las estadísticas municipales de Palestina de 1945, el pueblo contaba entonces 620 habitantes, todos musulmanes.
El 13 de mayo de 1948, Najd fue ocupado por la brigada Negev como parte de la operación Barak y los habitantes fueron expulsados, juntos con los de Simsim. Se realojaron en campos de refugiados de la Franja de Gaza. El pueblo de Sederot y el kibutz Or HaNer fueron edificados sobre tierras de Najd.

## Historia
En Najd se encontraron cerámicas del periodo bizantino.

### Periodo otomano
El pueblo fue incorporado al Imperio Otomano en 1517 con el resto de Palestina y según los registros de hacienda de 1596 el pueblo, llamado Najd al-Garbi, pertenecía a la nahiya (subdistrito) de Gaza en la liwa' (distrito) de Gaza. Tenía una población de 39 familias musulmanas que contaban aproximadamente 215 personas. Pagaban unos impuestos fijos del 33,3% sobre sus cosechas (trigo, cebada y frutas), sus viñedos, sus colmenas y rebaños de cabras, que totalizaban 4.000 akçe.
En los siglos XVII y XVIII, los asentamientos del área de Najd experimentaron un importante proceso de declive debido a las presiones de los nómadas sobre las comunidades locales. Los habitantes de los pueblos abandonados se trasladaron a los asentamientos que aún permanecían, pero los pueblos vecinos siguieron cultivando la tierra.
En 1863, el explorador francés Victor Guérin visitó Najd y lo describió como un pueblo de 300 habitantes en lo alto de un pequeño otero. Una lista de poblados otomanos de los años 1870 indica que Najd contaba 24 casas y que tenía una población de 56 personas, si bien sólo incluía a los hombres.
En 1883, la cartografía de Palestina llevada a cabo por el Fondo para la Exploración de Palestina describe Najd como una pequeña aldea con un pozo y un estanque.

### Mandato Británico de Palestina
La población creció durante el período del Mandato Británico y se extendió hacia el noroeste. Sus habitantes eran musulmanes, y los niños atendían la escuela en Simsim, a dos kilómetros al noreste. Sus principales fuentes de ingresos provenían de la agricultura y de la ganadería. Campos de cereales y vergeles rodeaban el pueblo por todos sus costados, si bien los árboles frutales se concentraban en el norte y noreste del pueblo donde varios pozos facilitaban la irrigación.
En el censo de Palestina de 1922 realizado por las autoridades del Mandato Británico, Najd tenía una población de 305 habitantes, todos musulmanes, y en el censo de 1931 Najd tenía 82 casas ocupadas y una población de 422 musulmanes.
Las estadísticas de 1945 estimaban la población en 620 personas, todas musulmanas, con 13.576 dunums de tierras. Las tierras cultivadas del pueblo en 1944-45 se repartían en 10 dunums para cítricos y plátanos, y 11.916 para cereales. Otros 511 dunums eran de regadío o utilizados para vergeles, y 26 dunums eran tierra urbanizada, construida.

### Guerra de 1948 y posteriormente
Según Benny Morris, los habitantes de Najd fueron expulsados por soldados de la Brigada Negev los 12 y 13 de mayo de 1948, durante la guerra árabe-israelí.
Tras la guerra, el pueblo fue incorporado al Estado de Israel. La ciudad de Sederot fue fundada en 1951 sobre las tierras de Najd, a unas pocas millas al sur del núcleo urbano, al igual que Or HaNer lo fue sobre tierras al noreste del pueblo.